# Anisodes nudaria
Anisodes nudaria là một loài bướm đêm trong họ Geometridae.